# Liam Walsh (Radsportler)
Liam Walsh (* 29. Mai 2001 in Brisbane) ist ein australischer Radsportler.

## Sportlicher Werdegang
2018 startete Liam Walsh erstmals bei der australischen Junioren-Meisterschaft im Straßenrennen, konnte den Wettbewerb aber nicht beenden. 2019 nahm er an den Junioren-Bahnweltmeisterschaften in Frankfurt (Oder) teil, wo er in Einer und Mannschaftsverfolgung jeweils den 14. Rang belegte. Im Jahr darauf sowie 2021 stand er in verschiedenen Disziplinen bei den nationalen Bahnmeisterschaften auf dem Podium. 2022 errang er bei den ozeanischen Bahnmeisterschaften in Ausscheidungsfahren und Mannschaftsverfolgung jeweils die Bronzemedaille; bei den Straßenmeisterschaften belegte er im Straßenrennen Platz zehn.
2023 wurde Walsh Ozeanienmeister im Straßenrennen, sowohl in der Elite-Klasse wie auch in der U23.

## Erfolge

### Straße
2023
 Ozeanienmeister – Straßenrennen
 U23-Ozeanienmeister – Straßenrennen
2024
- Paris–Troyes

2025
- eine Etappe Tour of Japan
- zwei Etappen Tour de Gyeongnam

### Bahn
2022
 Ozeanienmeisterschaft – Ausscheidungsfahren, Mannschaftsverfolgung (mit Blake Agnoletto, Jordan Villani und Devraj Singh Grewal)
2023
 Ozeanienmeisterschaft – Zweier-Mannschaftsfahren (mit Graeme Frislie)
 Ozeanienmeisterschaft – Mannschaftsverfolgung (mit Graeme Frislie, John Carter und James Moriarty)
2024
 Ozeanienmeisterschaften – Mannschaftsverfolgung (mit John Carter, Graeme Frislie und Conor Leahy)
 Australischer Meister – Scratch, Omnium
2025
 Ozeanienmeister – Mannschaftsverfolgung (mit Cameron Scott, Declan Trezise und Oscar Gallagher)
 Ozeanienmeisterschaften – Madison (mit Declan Trezise)
 Nations Cup in Konya – Mannschaftsverfolgung (mit Joshua Duffy, Blake Agnoletto, James Moriarty und Oliver Bleddyn)